# Lodovico Gritti

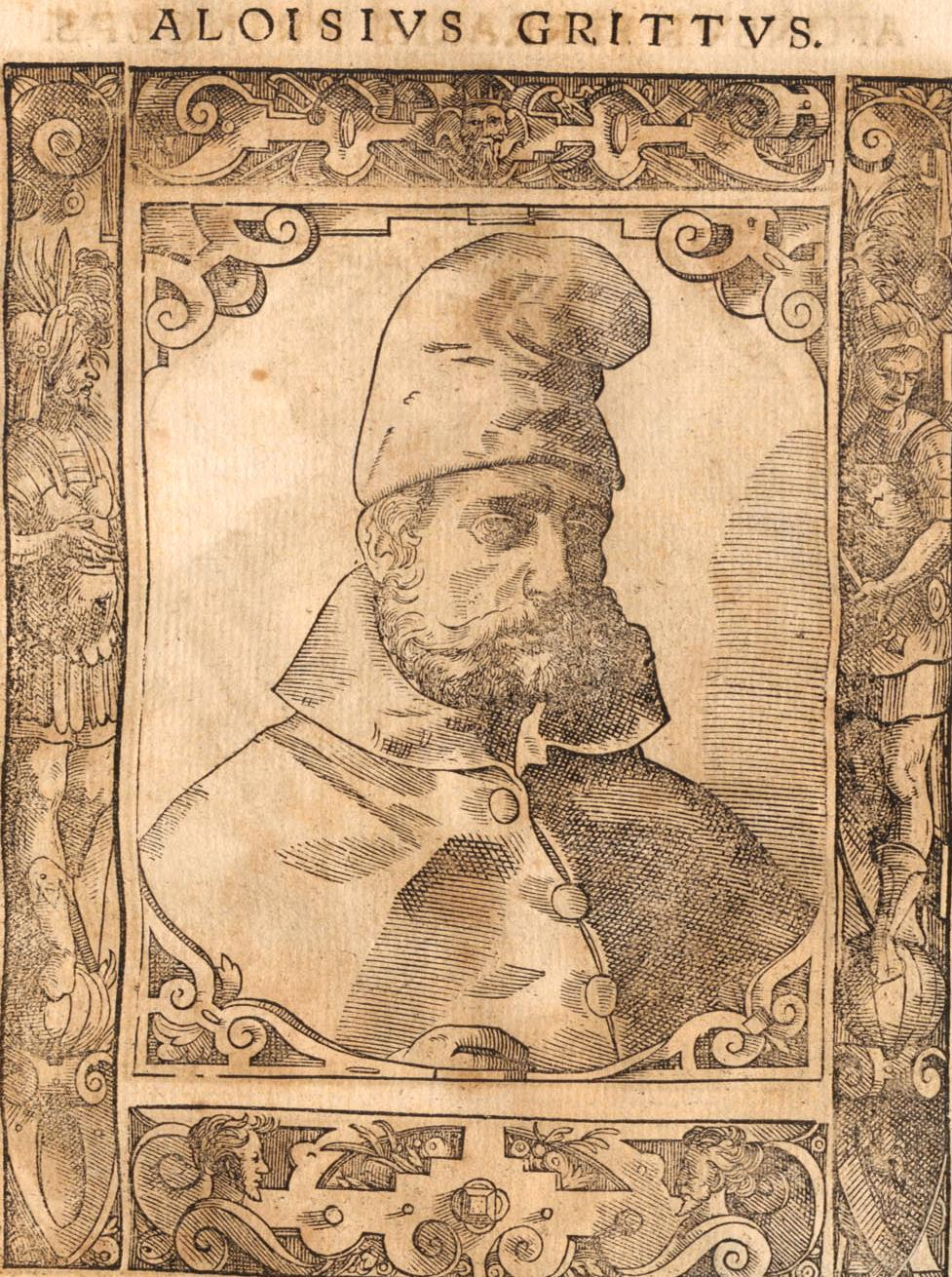
Lodovico Gritti GRITTI·GVBERNATOR·REGNI·HVNGARIAE

Lodovico Gritti (auch Ludovico oder Alvise Gritti, ungarisch Lajos oder Alajos Gritti, deutsch Aloisius Gritti) (* ca. 1480 in Istanbul; † 29. September 1534 in Medgyes, damals zu Königreich Ungarn) war ein venezianischer Händler, Bankier und Politiker. Er diente als Minister unter Sultan Süleyman I., war der Vertraute von Makbul Ibrahim Pascha und diente als Reichsverweser von Ungarn von 1530 bis 1534.

## Leben
Er wurde als Sohn Andrea Grittis (1455–1538), der später Doge der Republik Venedig wurde, und einer unbekannten, griechischen Frau in Istanbul geboren. Im Jahr 1496 holte ihn sein Vater samt seinen Geschwistern nach Venedig zurück, wo die Kinder eine umfangreiche Bildung bekamen. Er studierte an der Universität Padua, aber seine uneheliche Geburt hinderte ihn, in Venedig voranzukommen. Daher begab er sich wieder in das Osmanische Reich, wo er anfangs als Spion für Venedig tätig war. Später lebte er vom Schmuckhandel und häufte ein enormes Vermögen an.
Im Jahr 1527 wurde er der geheime Berater der Dīwān und der Freund von Makbul Ibrahim Pascha. In dieser Zeit lebte er in seinem eigenen Palast neben Pera. Die Bevölkerung mochte ihn wegen seines freundlichen, großzügigen und ehrlichen Verhaltens. Auf Empfehlung von Makbul Ibrahim Pascha begann ihn Sultan Süleyman I. zu fördern.
Lodovico Gritti wurde in Székesfehérvár begraben.

## Trivia
Lodovico Gritti ist eine Figur in der Staffel 1 und 2 der Fernsehserie Muhteşem Yüzyıl.